# Gonzalo Menendez
Gonzalo Menendez (* 8. November 1971 in Miami, Florida) ist ein US-amerikanischer Schauspieler.

## Leben und Karriere
Menendez ist seit 1995 in Film und Fernsehen zu sehen. Eine seiner bekannteren Rollen dürfte die des Detective Kalanchoe aus der Erfolgsserie Breaking Bad sein. In der kurzlebigen Serie The Ropes spielte er eine Hauptrollen sowie in der Soap Hollywood Heights eine wiederkehrende Rolle. Zu seinen Auftritten in Filmen zählen u. a. The Dark Knight Rises, Die Insel oder Act of Valor.

## Filmografie (Auswahl)
Film
- 1998: Fighting Gravity
- 2001: Blow
- 2003: The Blues
- 2005: Die Insel (The Island)
- 2005: The Lost City
- 2007: Das perfekte Verbrechen (Fracture)
- 2007: Fantastic Four: Rise of the Silver Surfer
- 2012: Act of Valor
- 2012: The Dark Knight Rises
- 2015: Descreated
- 2015: Superfast!
- 2016: Blue: The American Dream
- 2016: Spectral
- 2017: Sand Castle
- 2021: The Misfits – Die Meisterdiebe (The Misfits)

Fernsehen
- 1995: Beverly Hills, 90210 (5x29)
- 2002: New York Cops – NYPD Blue (NYPD Blue, 9x18)
- 2003–2007: CSI: Miami (4 Episoden)
- 2004: 24 (2 Episoden)
- 2005: Nemesis – Der Angriff (Treshold, 1x06)
- 2005–2007: Criminal Minds (2 Episoden)
- 2006: CSI: NY (2x14)
- 2006: Cold Case – Kein Opfer ist je vergessen (Cold Case, 3x15)
- 2009: Dark Blue (1x02)
- 2010: Bones – Die Knochenjägerin (Bones, 6x09)
- 2010: The Mentalist (2x11)
- 2010: Navy CIS: L.A. (NCIS: Los Angeles, 1x13)
- 2010: Dr. House (6x15)
- 2010: The Event (5 Episoden)
- 2011–2013: Breaking Bad (3 Episoden)
- 2012: The Ropes (12 Episoden)
- 2012: Hollywood Heights (12 Episoden)
- 2012: CSI: Vegas (13x08)
- 2014: Grimm (3x11)
- 2015: Zoo (2 Episoden)
- 2015: Satisfaction (2 Episoden)
- 2016: Scorpion (3x05)
- 2016: Colony (6 Episoden)
- 2016: From Dusk Till Dawn: The Series (2 Episoden)
- 2017: Doubt (1x06)
- 2017: Teen Wolf (6x19)
- 2017: SEAL Team (1x06)
- 2018: Hawaii Five-0 (3 Episoden)
- 2018: Lucifer (3x24)
- 2018: Elementary (6x16)